# Германия-86
«Германия-86» — продолжение немецкого сериала «Германия-83», второй сезон. Съёмки проходили в 2017 году в Берлине и Кейптауне (Южная Африка). В центре сюжета находятся противостояние ГДР и ФРГ и исторические события, происходившие в Германии в 1980-х годах, которые демонстрируются через призму судьбы молодого восточногерманского шпиона, неожиданно посланного с миссией в Западную Германию в 1983 году.

## Сюжет
Молодой военный Мартин Раух, переживает разочарование в идеалах, чувствует себя преданным руководством и скрывается от всех разведок в коммунистической Анголе, где учит детей читать и говорить по-немецки. А его непосредственная руководительница и родная тетя скачет по всему миру, стремясь продать мощнейшее вооружение африканцам, ведущим бесконечную гражданскую войну. Всё это делается не ради наживы, а для сохранения Германской Демократической Республики, которая вступает в острую фазу экономического кризиса.

## В ролях
- Мартин Раух (Йонас Нэй[англ.]) — восточногерманский шпион с кодовым именем «Колибри». Работал под прикрытием в Западной Германии в 1983 году. Ныне скрывается в просоветской Народной Республике Ангола, охваченной гражданской войной.
- Ленора Раух (Мария Шрадер) — тетя Мартина и его ключевой куратор в Штази . Работала культурным атташе в Постоянном представительстве ГДР в Бонне. Ныне работает на южноафриканском направлении.
- Вальтер Швеппенштетте (Сильвестр Грот) — начальник Леноры в Главном управлении внешней разведки Штази, генерал-майор госбезопасности.
- Аннетт Шнайдер (Соня Герхардт[англ.]) — невеста Мартина, живущая в Потсдаме, ГДР. Через три года после начала сотрудничества со Штази получила видную должность в Главном управлении внешней разведки по программе омоложения кадров.
- Тобиас Тишбер (Александр Байер) — профессор, депутат Бундестага от СДПГ, левый активист, а также агент внешней разведки Штази.
- Алекс Эдель (Людвиг Трепте[англ.]) — обер-лейтенант, служивший с Мартином в Бундесвере. Ныне получает медицинское образование в Свободном университете Берлина и работает в хосписе.
- Бригитта Винкельман (Лавиния Вильсон[англ.])[1] — жена западногерманского комиссара по торговле в ЮАР, частный стоматолог и офицер БНД.
- Тина Фишер (Фритци Хаберландт) — врач из Восточной Германии, сестра Томаса Посимски, перебежчика в Западную Германию.
- Томас Посимски (Владимир Бурлаков) — перебежчик в Западную Германию.

## Список серий
1. Смоляное чучело («Tar Baby»)
2. Оммеганг («Ommegang»)
3. Красный дракон («Dragon Rouge»)
4. Перевертыш («Le Cafard»)
5. Зелёная книга («Green Book»)
6. Виолончель («Tjello»)
7. Каньон Эльдорадо («El Dorado Canyon»)
8. Вула («Vula»)
9. Гроши («Chickenfeed»)
10. Тотальный натиск («Total Onslaught»)

## Съемки
В августе 2017 года съемки начались в Кейптауне, Южная Африка, с подтверждением большинства актёров из «Германия-83» и подтверждением пяти новых актёров, которые завершились там в октябре перед возвращением в Берлин. 18 декабря 2017 года и звезда Йонас Нэй, и один из создателей Анна Вингер подтвердили в Твиттере, что это был последний день съемок сериала с обертыванием фильма четыре дня спустя. Новый актёр Крис Верес был повышен до регулярного сериала в ноябре 2017 года. 26 июля 2018 года Най объявил немецкую премьеру в Instagram. Через два дня премьера в США была обнародована на официальных аккаунтах шоу в Facebook и Instagram.